# Cristian Daniel Ledesma
Cristian Daniel Ledesma (Buenos Aires, 24 settembre 1982) è un allenatore di calcio ed ex calciatore argentino naturalizzato italiano, di ruolo centrocampista, tecnico della squadra Primavera dell'Ascoli.

## Biografia
Nasce a Buenos Aires, in un piccolo quartiere chiamato Morón. Vive nella capitale argentina per quattro anni, quando nel 1986, insieme ai nove fratelli e ai genitori, si trasferisce a Puerto Madryn, in Patagonia, per cercare fortuna. La prima squadra fu l'Alumni e il suo primo allenatore Victor Padín.
A 14 anni ritorna a Buenos Aires nelle giovanili del Boca Juniors, con il quale ha cominciato a girare il mondo per disputare vari tornei giovanili internazionali e in un torneo in Svizzera nel 2001, a Bellinzona, fu notato dall'allora direttore sportivo del Lecce Pantaleo Corvino che lo portò in Italia.
Proprio nella città salentina ha incontrato la futura moglie Marta, dalla quale ha avuto due figli, Alice e Daniel.

## Carriera

### Giocatore

#### Club

##### Boca Juniors
Nel 1997 a 15 anni è ingaggiato dal Boca Juniors ma in quattro anni Ledesma non gioca mai in prima squadra, giungendo solo fino alla squadra primavera, con cui disputa vari tornei internazionali.

##### Lecce
Proprio nel 2001, in un torneo svizzero, viene notato dall'allora direttore sportivo del Lecce, Pantaleo Corvino, che decide di portarlo al Lecce. Aggregato alla squadra Primavera vince una Coppa Italia Primavera nel 2002.  Esordisce in Serie A il 10 marzo 2002 nella gara persa per 2-1 contro l'Atalanta, disputando l'intero incontro. Conclude la prima stagione con due presenze e il Lecce retrocede in Serie B.
La prima partita della seconda stagione arriva il 14 settembre 2002 in occasione della trasferta persa 4-2 contro la Sampdoria; il centrocampista argentino subentra, a 10 minuti dalla fine, a Marco Donadel. Il 1º dicembre successivo segna la prima rete con la maglia del club salentino, in occasione del pareggio esterno, per 1-1, contro il Verona. Mano a mano prende sempre più spazio nello scacchiere di Delio Rossi riuscendo a conquistarsi il posto da titolare e ottenere 30 presenze e 1 rete; il Lecce torna in Serie A solo dopo una stagione.
In questa stagione torna nel massimo campionato italiano da titolare inamovibile. L'esordio arriva il 31 agosto in occasione della trasferta persa, per 4-1, contro la Lazio. Il 9 novembre successivo mette a segno la prima rete in Serie A, nel pareggio esterno, per 2-2, col Perugia. Nella stagione gioca 31 partite con 1 rete, riuscendo a far piazzare al 10º posto in campionato la sua squadra.
Nel 2004 è prestato temporaneamente al Milan, con il quale disputa una tournée estiva per poi tornare nella squadra salentina. In questa stagione totalizza 37 presenze e 2 reti (entrambe in Coppa Italia), e il Lecce si salva prima del previsto.
Al termine della stagione 2005-2006 la squadra salentina retrocede e molti giocatori si trasferiscono. In questa stagione Ledesma ha 34 presenze e 2 reti; in totale col Lecce 134 partite e 6 reti.

##### Lazio

###### 2006-2008
Nel luglio 2006, dopo la retrocessione in Serie B del club salentino, viene acquistato dalla Lazio del patron Claudio Lotito e del tecnico Delio Rossi, suo allenatore già ai tempi del Lecce.
Viene soprannominato Patagonia Express, affibbiato dal giornalista e telecronista sportivo Guido De Angelis, per via delle sue origini, e usato dalla tifoseria laziale.
Esordisce con la nuova maglia il 20 agosto successivo nel primo turno di Coppa Italia, nella vittoria per 4-0 contro il Rende; Cristian viene sostituito al minuto 74 dal belga Gaby Mudingayi. La prima partita in campionato arriva invece il 10 settembre, nella sconfitta per 2-1 contro il Milan: disputa tutta la partita e viene anche ammonito. Come a Lecce, diventa subito fondamentale per gli schemi di gioco della Lazio, giocando a centrocampo nel trittico composto anche da Gaby Mudingayi e Massimo Mutarelli agendo alle spalle di Stefano Mauri che aveva il compito di mandare in porta la coppia d'attacco Pandev-Rocchi. Il primo gol con la maglia biancoceleste arriva il 10 dicembre 2006, nel Derby di Roma. Prima del chiudersi della prima frazione di gioco, Cristian inventa un tiro dalla distanza che sorprende il portiere giallorosso Doni, firmando così il momentaneo 1-0, alla ripresa ci penseranno Massimo Oddo (su rigore) e Massimo Mutarelli a firmare il 3-0 finale. La sua seconda e ultima rete stagionale la mette a segno nella sconfitta per 4-3 in casa dell'Inter, realizza il gol su calcio di punizione, firmando così il momentaneo 3-2 per la Lazio. Conclude la sua prima stagione in tinte biancazzurre disputando 36 partite, realizzando 2 gol e con il terzo posto ottenuto in campionato anche la possibilità di giocare il terzo turno preliminare di Champions League della prossima stagione.
La seconda stagione si apre il 14 agosto 2007, con la partita d'andata per la qualificazione in Champions League, per Cristian è una nuova esperienza visto che con il Lecce non aveva mai raggiunto un traguardo così importante. Di fronte alla Lazio ci sono i romeni della Dinamo Bucarest che impongono ai biancocelesti un pareggio (1-1). Il 25 agosto successivo inizia il campionato e Cristian e la Lazio pareggiano per 2-2 contro il Torino. Tre giorni dopo la Lazio conquista la qualificazione ai gironi di Champions League, frutto della vittoria per 3-1 ai danni della Dinamo Bucarest, anche in questa partita gioca tutti i minuti di gioco. Il 18 settembre 2007 esordisce in Champions nel pareggio per 1-1 contro i greci dell'Olympiacos. Dopo il pareggio per 2-2 ottenuto contro gli spagnoli del Real Madrid, Cristian si ferma per tutto il mese di ottobre per dei problemi al menisco. Torna in campo il 31 ottobre 2007 nel Derby capitolino nel quale i giallorossi infliggono una sconfitta per 3-2 alla Lazio, in questa gara realizza la sua prima rete stagionale, siglando su punizione l'ultima marcatura dei biancazzurri. In questa stagione realizza anche due gol dalla distanza contro Napoli e Udinese, entrambe pareggiate per 2-2. Chiude la stagione con 43 partite disputate nelle quali ha segnato 3 gol.

###### 2008-2011

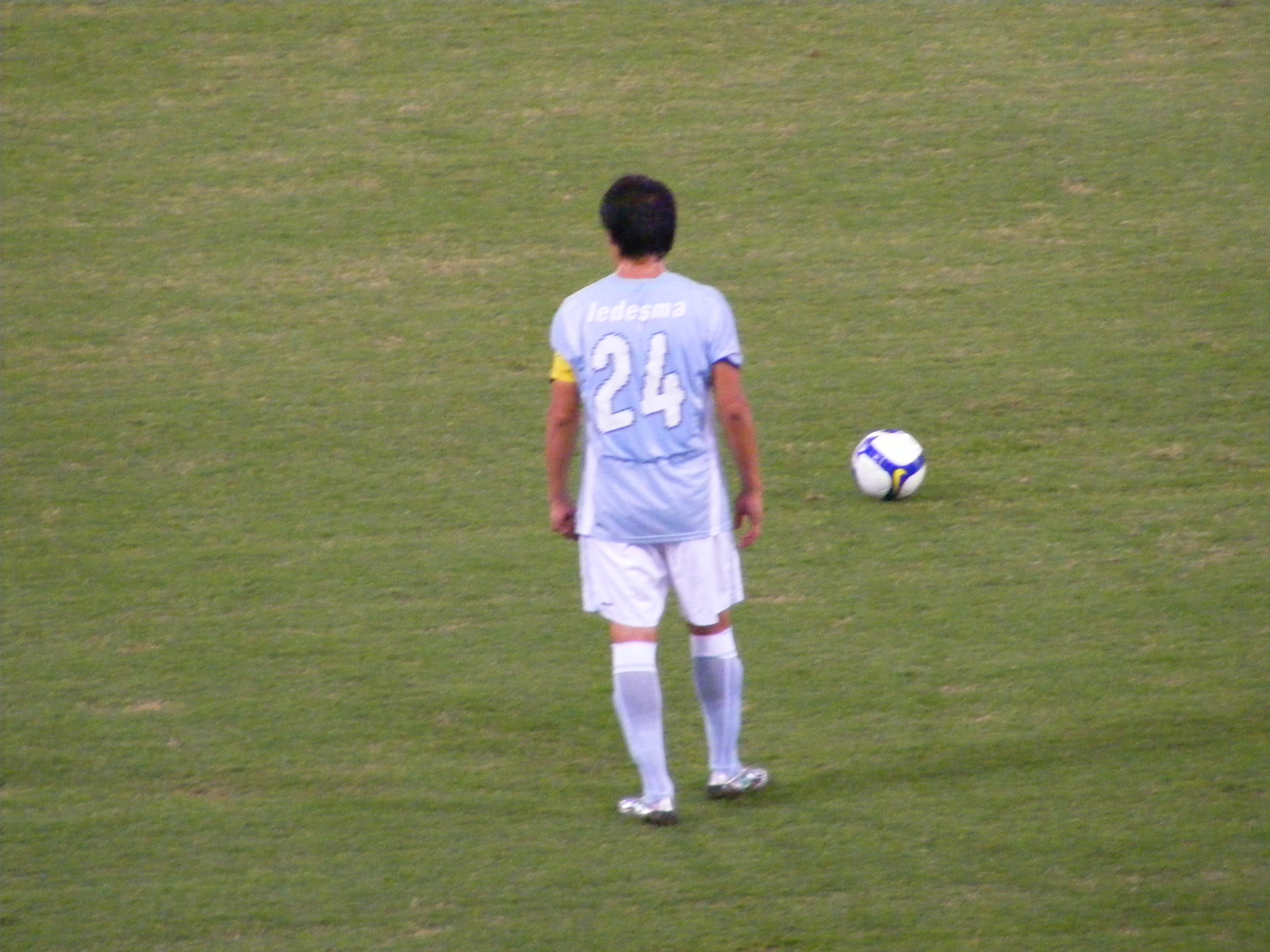
Ledesma in azione con la maglia della Lazio nel 2008

Con la cessione di Luciano Zauri alla Sampdoria, viene nominato nuovo capitano Tommaso Rocchi; il nuovo vicecapitano sarà proprio Cristian. La prima partita stagionale si disputa il 23 agosto 2008, nel terzo turno di Coppa Italia contro il Benevento, gara vinta per 5-1. Il 31 agosto successivo invece arriva la prima giornata di campionato, dove i biancazzurri battono il Cagliari per 4-1. La prima rete stagionale arriva nel quarto turno di Coppa Italia contro l'Atalanta, su punizione. Il 13 maggio 2009 la Lazio gioca la finale di Coppa Italia contro la Sampdoria: la partita si chiude sull'1-1 con le reti di Mauro Zárate per la Lazio e Giampaolo Pazzini per la Sampdoria. Ledesma realizza il primo rigore della serie conclusa da Ousmane Dabo che permette ai biancocelesti di portare a casa il titolo nazionale e da capitano della squadra in questa finale, alza insieme a Tommaso Rocchi il trofeo appena vinto.
Nella stagione successiva viene messo fuori rosa per problemi contrattuali. La prima esclusione risale alla finale della Supercoppa italiana 2009, e successivamente non viene neppure inserito nella lista dei 21 giocatori convocabili per l'Europa League. Il 26 gennaio 2010 il collegio arbitrale ha dichiarato "inammissibile" il ricorso di Cristian Ledesma che aveva chiesto la rescissione del contratto con la Lazio, sperando di potersi trasferire all'Inter come l'ex compagno di squadra Goran Pandev. Il giocatore non può quindi svincolarsi dalla società. Il 10 febbraio 2010 con l'arrivo in panchina di Edoardo Reja al posto dell'esonerato Davide Ballardini, l'argentino viene reintegrato nella rosa della squadra e il 14 febbraio successivo viene subito schierato tra gli undici titolari dal tecnico friulano nella gara di ritorno di campionato contro il Parma, partita vinta dai biancocelesti per 2-0. Per il centrocampista argentino si tratta di un ritorno sul campo di gioco dopo un lungo periodo d'inattività. Conclude la stagione con sole 13 partite disputate.
Il primo e unico gol della stagione seguente arriva il 18 settembre, contro la Fiorentina, firmando il momentaneo 1-1; la partita viene vinta 2-1, Cristian in questa occasione esulta mimando con le braccia il volo dell'aquila per segnalare l'avvenuta conciliazione con tutto il mondo biancoceleste. Grazie alle sue buone prestazioni stagionali, viene convocato da Cesare Prandelli per l'amichevole Italia-Romania del 17 novembre 2010. Chiude la stagione con 36 partite disputate e un solo gol realizzato.

###### 2011-2015
Cristian gioca la sua prima partita della stagione 2011-2012 nei preliminari di Europa League contro il modesto Rabotnički, la partita viene vinta 6-0. Il 9 febbraio 2012 gioca la sua 200ª partita con la maglia biancoceleste, partita vinta 3-2 contro il Cesena. Il 16 febbraio successivo gioca la sua prima partita in campo internazionale a eliminazione diretta, grazie al superamento dei gironi di Europa League, nella sconfitta per 3-1 contro l'Atlético Madrid. In questa stagione va a segno tre volte, tutte e tre su rigore, contro Genoa, Napoli e Siena. Le partite disputate da Cristian in questa stagione sono ben 47.
Il 19 dicembre 2012 batte e realizza il secondo rigore della serie contro il Siena negli ottavi di Coppa Italia, il turno viene superato dai biancazzurri. Il 26 maggio 2013 vince la sua seconda Coppa Italia, con la maglia della Lazio, battendo in finale la Roma per 1-0. Conclude la stagione con 52 partite disputate, superando il suo record personale dell'anno precedente.
Il 18 agosto 2013 perde la Supercoppa italiana 2013 contro la Juventus per 4-0. Il 30 ottobre 2013, grazie alla presenza in campionato nella partita contro il Milan pareggiata per 1-1, diviene il decimo calciatore ad aver disputato più partite con la maglia biancoceleste; Ledesma supera Renzo Garlaschelli fermo a 276 presenze. Il 5 maggio 2014 raggiunge quota 300 presenze con la maglia della Lazio.
Il 25 settembre 2014, superando Diego Zanetti, diventa il decimo giocatore ad aver disputato più incontri di campionato con la maglia della Lazio, con 248 presenze all'attivo. Il 20 maggio 2015 perde la finale di Coppa Italia con la Juventus per 2-1. Gioca l'ultima gara con la maglia della Lazio il 31 maggio successivo allo Stadio San Paolo contro il Napoli, nel match che ha dato ai capitolini l'accesso ai playoff di Champions, entrando in entrambe le azioni degli ultimi due decisivi gol biancocelesti. Il 1º luglio 2015 scade il proprio contratto con la società capitolina che non decide di rinnovarlo ulteriormente: le strade tra il centrocampista oriundo e la Lazio si dividono dopo nove anni nei quali ha collezionato 318 presenze e 14 reti ,fregiandosi nel suo palmarès di due Coppe Italia e di una Supercoppa italiana.

##### Le varie parentesi
Il 3 settembre 2015 firma con il club brasiliano del Santos. Dopo vari problemi burocratici accompagnati dalla forma fisica non eccellente del giocatore, il 18 ottobre successivo arriva l'esordio in terra brasiliana in occasione della vittoria casalinga, per 3-1, contro il Goiás dove sostituisce il compagno di squadra Renato al 76º minuto. A fine 2015, dopo appena 4 presenze, decide di rescindere il proprio contratto che lo legava al club brasiliano.
Il 14 luglio 2016, dopo alcune settimane che si allenava con la squadra, firma con il club greco del Panathīnaïkos. L'esordio arriva il 28 luglio successivo in occasione della partita di Europa League vinta, per 1-0, contro l'AIK. Il 18 agosto 2016, in occasione della partita di andata del play-off di Europa League, mette a segno su calcio di rigore la sua prima rete con la maglia della squadra greca, firmando il momentaneo 2-0 nella partita vinta, per 3-0, contro i danesi del Brøndby. Il 10 settembre successivo arriva l'esordio nella Souper Ligka Ellada dove è proprio lui ad aprire le marcature della trasferta vinta, per 0-3, contro il Levadeiakos. Il 2 ottobre successivo mette a segno la sua prima doppietta con la maglia dei verdi in occasione della partita casalinga vinta, per 3-1, contro l'Asteras Tripolīs. Il 28 dicembre 2016 rescinde il proprio contratto con la squadra greca.
Il 20 gennaio 2017 firma con la Ternana, militante in Serie B, facendo così ritorno in Italia dopo le esperienze in Brasile e Grecia. L'esordio arriva il giorno dopo in occasione della trasferta persa, per 1-0, contro il Pisa. Il 18 maggio successivo, all'ultima giornata di campionato anche grazie alla sua esperienza, conquista una insperata salvezza riuscendo così a lasciare la squadra in Serie B anche per la stagione successiva.
L'opzione per la stagione successiva non viene esercitata dai rossoverdi, e perciò Ledesma si trova nuovamente svincolato; a luglio 2017 comincia a frequentare il corso da allenatore che si svolge a Coverciano per calciatori svincolati. Il 22 agosto successivo firma con il club svizzero del Lugano. L'esordio arriva il 10 settembre in occasione della trasferta, persa per 3-0, contro lo Young Boys. Il 28 settembre successivo disputa la sua prima partita di Europa League, con la maglia del Lugano, in occasione della sconfitta interna, per 1-2, contro i romeni della Steaua Bucarest. Conclude la stagione al Lugano con un bottino di 26 presenze.
Ritornato in Italia, il 5 settembre 2018 viene ingaggiato dal Pro Piacenza, formazione emiliana di Serie C. In seguito alle difficoltà finanziarie della società piacentina si svincola insieme ad altri giocatori.

#### Nazionale
In possesso del passaporto italiano, il 14 novembre 2010 riceve la prima convocazione in Nazionale italiana, chiamato dal commissario tecnico Cesare Prandelli in vista dell'amichevole contro la Romania del 17 novembre, data della sua prima e unica gara con la maglia azzurra. Il giocatore ha affermato che conosce Il Canto degli Italiani e di non sentirsi un oriundo.

### Dopo il ritiro
Rimasto senza contratto dopo l'esperienza alla Pro Piacenza, il 6 settembre 2019 decide di ritirarsi e accettare la proposta di allenare l'AS LUISS 1999, squadra dell'omonima università romana militante nel campionato di Promozione, subentrando a Roberto Rambaudi; durante quest'esperienza ha ritrovato come calciatore Guglielmo Stendardo, suo compagno ai tempi della Lazio. Nel settembre del 2020 inizia a frequentare a Coverciano il corso UEFA A per poter allenare le prime squadre fino alla Serie C ed essere allenatore in seconda in Serie A e B. Nel frattempo, con la LUISS, viene promosso in Eccellenza dopo aver terminato il campionato di Promozione al quarto posto.
Parallelamente alla professione di allenatore, il 27 aprile 2021 ritorna all'attività sportiva con la sezione di calcio a 8 della Polisportiva S.S. Lazio.
Il 13 ottobre 2021, con la sospensione dei campionati per la pandemia di COVID-19, lascia la panchina a Stendardo, con la squadra al terzo posto in campionato. Il 22 marzo 2022 assume la guida della Favl Cimini, nel campionato laziale di Eccellenza. Al termine della stagione, dopo aver mancato l'accesso ai playoff promozione, viene sollevato dall'incarico.
Nel 2022-2023 allena l'Under-17 del Frosinone mentre la stagione seguente passa ai pari età dell'Ascoli. Dopo poco viene promosso alla guida della Primavera.
Nel settembre del 2023 inizia il corso UEFA Pro a Coverciano, il massimo livello di formazione per un tecnico.
Ha fondato a Roma la sua omonima academy per giovani calciatori.
Il 27 settembre 2024, in seguito all'esonero del tecnico Massimo Carrera, viene promosso come allenatore della prima squadra dell'Ascoli. Il 3 ottobre, dopo una sola partita (la sconfitta in casa con il Rimini), viene sostituito da Domenico Di Carlo.
Dal luglio 2025 allena la formazione U17 della Lazio.

## Statistiche

### Presenze e reti nei club
| Stagione        | Squadra         | Campionato      | Campionato | Campionato | Coppe nazionali | Coppe nazionali | Coppe nazionali | Coppe continentali | Coppe continentali | Coppe continentali | Altre coppe | Altre coppe | Altre coppe | Totale | Totale | Totale |
| Stagione        | Squadra         | Comp            | Pres       | Reti       | Comp            | Pres            | Reti            | Comp               | Pres               | Reti               | Comp        | Pres        | Reti        | Pres   | Reti   |        |
| --------------- | --------------- | --------------- | ---------- | ---------- | --------------- | --------------- | --------------- | ------------------ | ------------------ | ------------------ | ----------- | ----------- | ----------- | ------ | ------ | ------ |
| 2001-2002       | Lecce           | A               | 1          | 0          | CI              | 1               | 0               | -                  | -                  | -                  | -           | -           | -           | 2      | 0      |        |
| 2002-2003       | Lecce           | B               | 29         | 1          | CI              | 1               | 0               | -                  | -                  | -                  | -           | -           | -           | 30     | 1      |        |
| 2003-2004       | Lecce           | A               | 30         | 1          | CI              | 1               | 0               | -                  | -                  | -                  | -           | -           | -           | 31     | 1      |        |
| 2004-2005       | Lecce           | A               | 33         | 0          | CI              | 4               | 2               | -                  | -                  | -                  | -           | -           | -           | 37     | 2      |        |
| 2005-2006       | Lecce           | A               | 33         | 2          | CI              | 1               | 0               | -                  | -                  | -                  | -           | -           | -           | 34     | 2      |        |
| Totale Lecce    | Totale Lecce    | Totale Lecce    | 126        | 4          |                 | 8               | 2               |                    | -                  | -                  |             | -           | -           | 134    | 6      |        |
| 2006-2007       | Lazio           | A               | 33         | 2          | CI              | 3               | 0               | -                  | -                  | -                  | -           | -           | -           | 36     | 2      |        |
| 2007-2008       | Lazio           | A               | 32         | 3          | CI              | 4               | 0               | UCL                | 7                  | 0                  | -           | -           | -           | 43     | 3      |        |
| 2008-2009       | Lazio           | A               | 34         | 2          | CI              | 7               | 1               | -                  | -                  | -                  | -           | -           | -           | 41     | 3      |        |
| 2009-2010       | Lazio           | A               | 13         | 0          | CI              | 0               | 0               | UEL                | 0                  | 0                  | SI          | 0           | 0           | 13     | 0      |        |
| 2010-2011       | Lazio           | A               | 34         | 1          | CI              | 2               | 0               | -                  | -                  | -                  | -           | -           | -           | 36     | 1      |        |
| 2011-2012       | Lazio           | A               | 37         | 3          | CI              | 2               | 0               | UEL                | 8                  | 0                  | -           | -           | -           | 47     | 3      |        |
| 2012-2013       | Lazio           | A               | 36         | 1          | CI              | 5               | 0               | UEL                | 11                 | 0                  | -           | -           | -           | 52     | 1      |        |
| 2013-2014       | Lazio           | A               | 27         | 0          | CI              | 1               | 0               | UEL                | 5                  | 0                  | SI          | 1           | 0           | 34     | 0      |        |
| 2014-2015       | Lazio           | A               | 13         | 0          | CI              | 3               | 1               | -                  | -                  | -                  | -           | -           | -           | 16     | 1      |        |
| Totale Lazio    | Totale Lazio    | Totale Lazio    | 259        | 12         |                 | 27              | 2               |                    | 31                 | 0                  |             | 1           | 0           | 318    | 14     |        |
| set.-dic. 2015  | Santos          | A1/SP+A         | 0+4        | 0          | CB              | 0               | 0               | -                  | -                  | -                  | -           | -           | -           | 4      | 0      |        |
| lug.-dic. 2016  | Panathīnaïkos   | SL              | 6          | 3          | CG              | 1               | 0               | UEL                | 8                  | 1                  | -           | -           | -           | 15     | 4      |        |
| gen.-giu. 2017  | Ternana         | B               | 19         | 0          | CI              | 0               | 0               | -                  | -                  | -                  | -           | -           | -           | 19     | 0      |        |
| set. 2017       | Lugano U-21     | 2Li             | 1          | 1          | -               | -               | -               | -                  | -                  | -                  | -           | -           | -           | 1      | 1      |        |
| 2017-2018       | Lugano          | SL              | 20         | 0          | CS              | 2               | 0               | UEL                | 4                  | 0                  | -           | -           | -           | 26     | 0      |        |
| 2018-2019       | Pro Piacenza    | C               | 14         | 0          | CI-C            | 0               | 0               | -                  | -                  | -                  | -           | -           | -           | 14     | 0      |        |
| Totale carriera | Totale carriera | Totale carriera | 449        | 20         |                 | 38              | 4               |                    | 43                 | 1                  |             | 1           | 0           | 531    | 25     |        |

### Cronologia presenze e reti in nazionale
| Cronologia completa delle presenze e delle reti in nazionale ― Italia | Cronologia completa delle presenze e delle reti in nazionale ― Italia | Cronologia completa delle presenze e delle reti in nazionale ― Italia | Cronologia completa delle presenze e delle reti in nazionale ― Italia | Cronologia completa delle presenze e delle reti in nazionale ― Italia | Cronologia completa delle presenze e delle reti in nazionale ― Italia | Cronologia completa delle presenze e delle reti in nazionale ― Italia | Cronologia completa delle presenze e delle reti in nazionale ― Italia |
| Data                                                                  | Città                                                                 | In casa                                                               | Risultato                                                             | Ospiti                                                                | Competizione                                                          | Reti                                                                  | Note                                                                  |
| --------------------------------------------------------------------- | --------------------------------------------------------------------- | --------------------------------------------------------------------- | --------------------------------------------------------------------- | --------------------------------------------------------------------- | --------------------------------------------------------------------- | --------------------------------------------------------------------- | --------------------------------------------------------------------- |
| 17-11-2010                                                            | Klagenfurt                                                            | Romania                                                               | 1 – 1                                                                 | Italia                                                                | Amichevole                                                            | -                                                                     | 46’                                                                   |
| Totale                                                                |                                                                       | Presenze                                                              | 1                                                                     |                                                                       | Reti                                                                  | 0                                                                     |                                                                       |

### Statistiche da allenatore
Statistiche aggiornate al 3 ottobre 2024.
| Stagione        | Squadra         | Campionato      | Campionato | Campionato | Campionato | Campionato | Coppe nazionali | Coppe nazionali | Coppe nazionali | Coppe nazionali | Coppe nazionali | Coppe continentali | Coppe continentali | Coppe continentali | Coppe continentali | Coppe continentali | Altre coppe | Altre coppe | Altre coppe | Altre coppe | Altre coppe | Totale | Totale | Totale | Totale | % Vittorie | Piazzamento |
| Stagione        | Squadra         | Comp            | G          | V          | N          | P          | Comp            | G               | V               | N               | P               | Comp               | G                  | V                  | N                  | P                  | Comp        | G           | V           | N           | P           | G      | V      | N      | P      | %          | Piazzamento |
| --------------- | --------------- | --------------- | ---------- | ---------- | ---------- | ---------- | --------------- | --------------- | --------------- | --------------- | --------------- | ------------------ | ------------------ | ------------------ | ------------------ | ------------------ | ----------- | ----------- | ----------- | ----------- | ----------- | ------ | ------ | ------ | ------ | ---------- | ----------- |
| 2019-2020       | LUISS           | Prom.           | 25         | 13         | 7          | 5          | CI-Prom.        | 2               | 0               | 1               | 1               | -                  | -                  | -                  | -                  | -                  | -           | -           | -           | -           | -           | 27     | 13     | 8      | 6      | 48,15      | 4°          |
| 2020-2021       | LUISS           | Ecc.            | 9          | 3          | 0          | 6          | CI-Ecc.         | 1               | 1               | 0               | 0               | -                  | -                  | -                  | -                  | -                  | -           | -           | -           | -           | -           | 10     | 4      | 0      | 6      | 40,00      | 7°          |
| lug.-ott. 2021  | LUISS           | Ecc.            | 4          | 3          | 1          | 0          | CI-Ecc.         | 2               | 1               | 0               | 1               | -                  | -                  | -                  | -                  | -                  | -           | -           | -           | -           | -           | 6      | 4      | 1      | 1      | 66,67      | Dimiss.     |
| Totale LUISS    | Totale LUISS    | Totale LUISS    | 38         | 19         | 8          | 11         |                 | 5               | 2               | 1               | 2               |                    | -                  | -                  | -                  | -                  |             | -           | -           | -           | -           | 43     | 21     | 9      | 13     | 48,84      |             |
| mar.-giu. 2022  | Favl Cimini     | Ecc.            | 6          | 1          | 3          | 2          | CI-Ecc.         | -               | -               | -               | -               | -                  | -                  | -                  | -                  | -                  | -           | -           | -           | -           | -           | 6      | 1      | 3      | 2      | 16,67      | Sub., 3°    |
| set. 2024       | Ascoli          | C               | 1          | 0          | 0          | 1          | CI-C            | -               | -               | -               | -               | -                  | -                  | -                  | -                  | -                  | -           | -           | -           | -           | -           | 1      | 0      | 0      | 1      | &0,00      | Ad interim  |
| Totale carriera | Totale carriera | Totale carriera | 45         | 20         | 11         | 14         |                 | 5               | 2               | 1               | 2               |                    | -                  | -                  | -                  | -                  |             | -           | -           | -           | -           | 50     | 22     | 12     | 16     | 44,00      |             |

## Palmarès

### Giocatore

#### Club

##### Competizioni giovanili
- Coppa Italia Primavera: 1

Lecce: 2001-2002

##### Competizioni nazionali
- Coppa Italia: 2

Lazio: 2008-2009, 2012-2013
- Supercoppa italiana: 1

Lazio: 2009